# Roberto Pessoa Ramos
Roberto Pessoa Ramos (João Pessoa, 5 de maio de 1918 - Vitória, 10 de fevereiro de 1967) foi um militar brasileiro. Durante a Segunda Guerra Mundial, realizou 95 missões de combate na Campanha na Itália pela Força Aérea Brasileira. Ao regressar ao Brasil, continuou a carreira militar.

## Biografia
Roberto nasceu em João Pessoa no dia 5 de maio de 1918 e quando mais velho ingressou na FAB, onde lutou na Segunda Guerra Mundial no 1º Grupo de Aviação de Caça, do qual era membro da esquadrilha amarela, e que mais tarde se tornou comandante desta esquadrilha. Fez sua primeira missão em 12 de novembro de 1944 e a última em 1º de maio de 1945. Junto com outros membros do 1º GAvCa, ele trouxe dos Estados Unidos os novos aviões P-47 após retornar da guerra; ele continuou na FAB e virou instrutor, onde ele ensinou o que ele aprendeu na guerra para os novos pilotos no Brasil; mais tarde ele chegou a ser Comandante 1º GAvCa por dois anos.
Em 1953, foi enviado para a Inglaterra para testar o Gloster Meteor, o primeiro avião à jato que a FAB utilizou. Algum tempo depois quando estava no posto de Coronel, comandou a Base Aérea de Santa Cruz e em outra ocasião comandou a Base Aérea de Recife de 1958 a 1961; um ano depois se tornou militar também no Paraguai, aonde atuou até 1964.
No dia 10 de fevereiro de 1967, ele estava em treinamento com a Escola Superior de Guerra, onde era o piloto do avião C-47, até que começou a passar mal e seu co-piloto achou melhor retornarem à base, quando chegaram Roberto aterrissou sua aeronave e a conduziu até o estacionamento onde parou a nave, com muito esforço, e acabou tendo um infarto fulminante caindo sobre comandos do avião.

## Condecorações

### Brasil
- Medalha da Campanha da Itália
- Cruz de Aviação Fita A
- Cruz de Aviação Fita B
- Medalha da Campanha do Atlântico Sul
- Ordem do Mérito Aeronáutico
- Medalha do Mérito Santos-Dumont

### EUA
- Distinguished Flying Cross
- Air Medal com 04 palmas
- Citação Presidencial de Unidade - coletiva

### França
- Croix de Guerre com palma

### Paraguai
- Ordem do Mérito Militar do Paraguai
- Medalha da Armada do Paraguai